# Pallion
Pallion is een historisch merk van motorfietsen.
De bedrijfsnaam was: Frank Smith, Pallion Road Motor Works, Sunderland.
Pallion was een Engels merk dat in 1905, toen de motorfietsverkopen feitelijk terugliepen, begon met de productie van motorfietsen die werden samengesteld uit onderdelen van toeleveranciers. Men gebruikte inbouwmotoren van Minerva, Fafnir, JAP en Villiers. Bij het uitbreken van de Eerste Wereldoorlog in 1914 ging het merk net als vele anderen ter ziele.